# Nhóm ngôn ngữ Samoyed
Nhóm ngôn ngữ Samoyed hay ngữ chi Samoyed là nhóm ngôn ngữ được nói ở cả hai bên dãy núi Ural, tại vùng cực bắc của lục địa Á Âu. Có 25.000 người sử dụng nhóm ngôn ngữ này như tiếng mẹ đẻ.
Nhóm ngôn ngữ Samoyed bắt nguồn từ một ngôn ngữ tổ tiên chung được gọi là ngôn ngữ Samoyed nguyên thủy. Đây là một nhánh của Hệ ngôn ngữ Ural. Nhóm ngôn ngữ này không có nhiều ngôn ngữ, và có lẽ bắt đầu phân tách từ thế kỷ 1 trước Công nguyên.

## Phân loại
Có phân loại chia nhóm này ra làm nhánh miền Bắc và miền Nam, dù đây ít nhiều là cách phân loại mang tính địa lý.
Samoyed miền Bắc/Lãnh nguyên
- Nganasan (Tavgy, Tavgi, Tawgi, Tawgi-Samoyed)
- Enets–Nenets
  - Enets (Yenets, Enisei-Samoyed)
  - †Yurats, chuyển tiếp giữa Enets và Nenets
  - Nenets (Yurak), gồm hai ngôn ngữ (hoặc phương ngữ) liên quan chặt chẽ:
    - Nenets rừng
    - Nenets lãnh nguyên

Samoyed miền Nam
- Selkup / Taiga (Ostyak-Samoyed), gồm các phương ngữ:
  - Selkup Taz
  - Selkup Tym
  - Selkup Ket
- Sayan / Samoyed rừng
  - †Kamassian (Kamas, Koibal)
  - †Mator (Motor, Taigi, Karagas)

Một phân loại mang tính phả hệ cho thấy sự phân tách giữa tiếng Nganasan và tiếng Mator, với cụm Enets–Nenets–Yurats và Kamas–Selkup.
Nganasan
†Mator
Samoyed cốt lõi
- Enets–Nenets
  - Enets (Yenets, Yenisei-Samoyed)
  - †Yurats
  - Nenets (Yurak)
    - Nenets rừng
    - Nenets lãnh nguyên
- Kamas–Selkup
  - †Kamassian (Kamas, Koibal)
  - Selkup (Ostyak-Samoyed)
    - Selkup Taz
    - Selkup Tym
    - Selkup Ket

## Phân bố địa lý
Hiện nay, Vùng lãnh thổ Samoyed kéo dài từ biển Trắng đến biển Laptev, dọc theo bờ biển Bắc Cực khu vực nước Nga thuộc châu Âu, bao gồm cả miền Nam Novaya Zemlya, bán đảo Yamal, cửa của các sông Ob và Enisei và vào tới bán đảo Taymyr ở cực bắc Sibir.